# Лонгоне-Сабино
Лонгоне-Сабино (итал. Longone Sabino) — коммуна в Италии, располагается в регионе Лацио, в провинции Риети.
Население составляет 654 человека (2008 г.), плотность населения составляет 19 чел./км². Занимает площадь 34 км². Почтовый индекс — 2020. Телефонный код — 0765.
Покровителями коммуны почитаются святые Косма и Дамиан, празднование 27 сентября.   

## Демография
Динамика населения:

## Администрация коммуны
- Официальный сайт: http://www.sabina.it/comuni/longone.html